# 青岛第三中学
36°11′10″N 120°23′08″E / 36.18611°N 120.38556°E

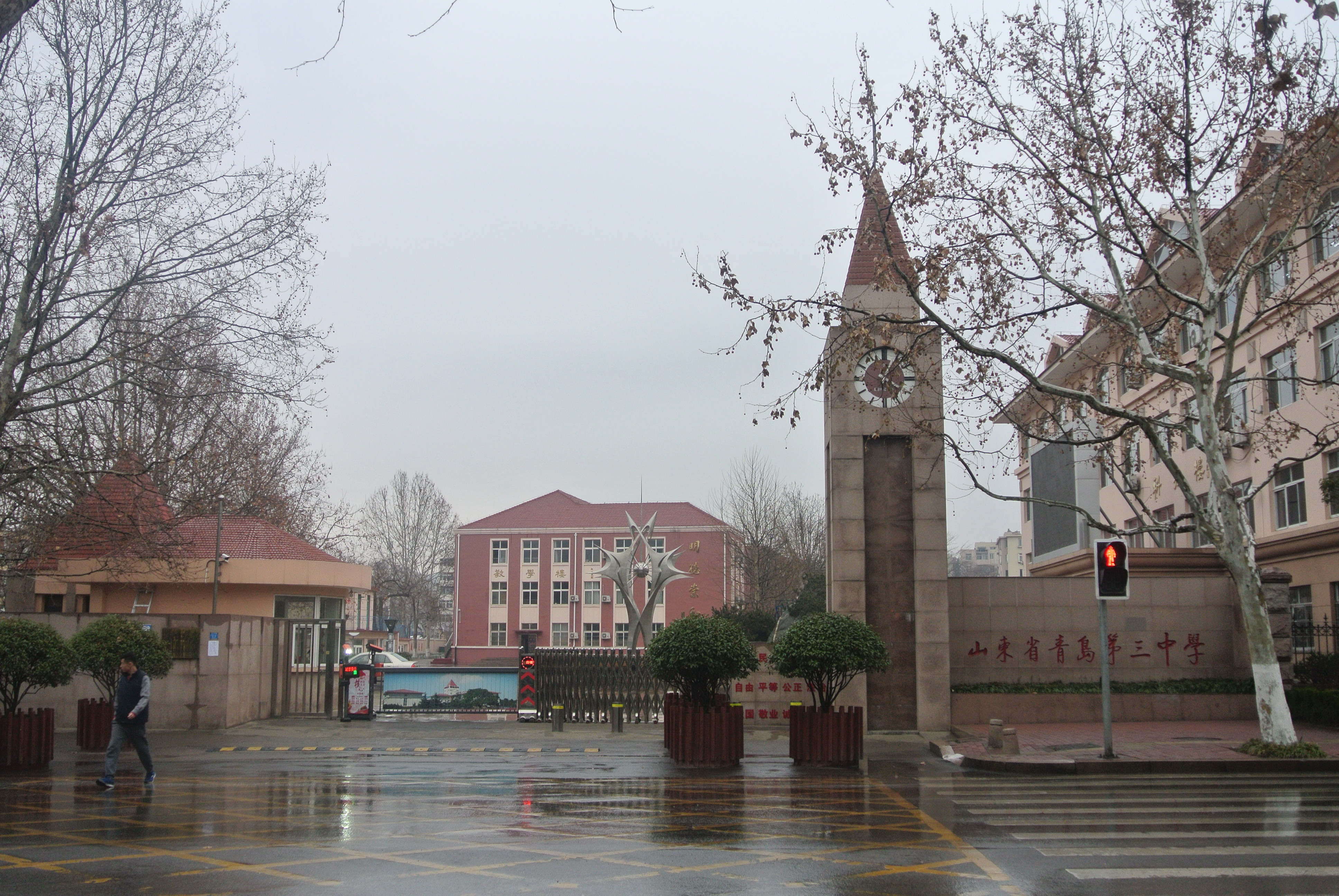
青岛三中校门，2020年1月，中央远处三层建筑为1956年建成的教学楼（已不存）

山东省青岛第三中学是位于中国山东省青岛市李沧区永平路57号的一所高级中学，创建于1946年，初名青岛市市立沧口初级中学，1949年后改现名，1956年迁至现址。

## 校史
1946年1月，青岛市政府从市立中学调拨7个班，在沧口日本寻常高等小学校旧址设立青岛市市立沧口初级中学，秋季另招收2个班，共有9个班，学生417名，教职员29名。沧口初级中学是沧口地区第一所中学，也是青岛市继市立中学、市立女中、李村师范之后的第四所公立中学。1949年秋，该校改名为青岛市市立第三中学，该年有教学班10个，学生525人，教职员36人。1950年，该校定名为山东省青岛第三中学。1951年秋开始招收高中班，成为完全中学。1956年11月，该校迁至永平路57号新校址。1986年，该校被定为青岛市重点中学。1998年，该校实行初高中分离，不再招收初中班。2002年，该校有34个教学班，学生875人，教职员工178人。
该校拥有“山东省规范化学校”、“青岛市规范化学校”、“青岛市办学水平优秀等级学校”、“青岛市教育技术装备先进集体”、“山东省体育传统项目学校”、“青岛市花园式单位”等荣誉称号。

## 校舍
1956年11月，该校校园占地面积26394平方米，总建筑面积5778.5平方米。操场北侧有三层教学楼一栋，建筑面积2528.5平方米；操场东侧有二层办公楼（原为教工学生宿舍）一栋，建筑面积1250平方米；校礼堂一处，建筑面积501平方米；职工食堂一处，建筑面积419.9平方米。1957年3月在校外东北端建成三层教工宿舍楼，有15户套房（今兴国路44号三中小区院内）。1963年，在操场南侧建二层教学楼一栋，建筑面积464平方米，有教室6个，称为“南小楼”。1960年代整修操场为田径场地，跑道周长300米。1983年在南小楼址建成实验楼，楼高4层，建筑面积1627平方米。1987年扩大体育运动场地。1991年建成西大门和传达室。
2000年下半年至2001年底，在校园西南角新建综合楼，分为办公楼和科技楼两部分，占地面积约1500平方米，使用面积6491.5平方米，实验室迁入科技楼，原实验楼改为图书阅览楼。2002年修建综合楼前中心广场。2003年操场铺设塑胶跑道，并改造花园。2002年，操场东侧旧办公楼、礼堂、教工食堂拆除，2003年在校园东南角新建学生寓楼和食堂，年底竣工，学生公寓楼2745平方米，食堂1429平方米。2020至2022年改扩建工程中，旧教学楼、图书阅览楼拆除，新建教学楼三栋、行政办公楼一栋、地下停车场、风雨操场等。
校园内原操场西端、现1号、2号教学楼之间有该校建校前即存在的大皂荚树一株，已成为该校的标志。